# 公家様文書
公家様文書（くげようもんじょ）は、日本の古文書研究における区分の1つで公家において用いられた文書様式を指す。

## 概要
公家社会で用いられた文書には公式令で定められた律令法に基づく書式（公式様文書)があったが、律令制の弛緩後にはそれに則していない書式の文書も公式の場で用いられるようになった。こうした公式様に則していない文書を公家様文書と呼ぶ。
公家様文書には大きく分けて2つの系統があり、天皇や上卿の口頭での命令である「宣」由来のものと私的な文書である「書状」由来のものに分けられる。
初期のものとしては、天皇が近侍者を仲介して太政官に伝えた口頭による命令（勅旨）を太政官において文書化したもので、内侍所女官を通じたものを内侍宣、蔵人所官人を通じたものを宣旨と呼称した。また、宣旨は本来口頭で相手に宣告される口宣の形式が取られることになっていたが、人事関連については草案の名目で文書化されて上卿の署名とともに相手に手渡された。これを口宣案と呼んだ。更に太政官上卿の命令・意向を受けて、正式な太政官符の代わりに弁官が発給したのが官宣旨であり、後に太政官符の代替となった。官宣旨は弁官下文とも呼ばれ、この系統を汲む文書をまとめて 下文と呼ぶようになった。官宣旨の派生として上卿が外記に命じて作成させた外記方宣旨、同じく弁官に命じて作成（ただし実際には弁官の下の史が作成）させた弁官方宣旨、遥任の大宰帥・国司が現地の在庁官人に命じるために作成された大府宣及び国司庁宣などがある。
その一方で、皇親・貴族が家司及び家政機関を通じて他者に出した書状がその差出人個人の社会的権威に基づいて公的効果を得て公文書扱いされたものも存在する。代表的なものは、家司らによって書状が差出人である主人の意思であることを保証した奉書と呼ばれる文書形式であり、特に天皇・上皇・皇親・公卿（三位以上）の家司が出した奉書は御教書と呼ばれていた。これは、唐の王族が出した「教」と呼ばれる上意下達文書に由来するものである。この御教書のうち特定の人物による御教書には個別の名称が与えられた。例えば、天皇による綸旨、上皇による院宣、皇太子・三后・親王・内親王による令旨、諸氏の氏長者による長者宣などが挙げられる。
公家様文書は中世以後も公家政権・社会で用いられたほか、下文・御教書は武家政権・社会でも用いられて武家様文書の元となった。